# Le Faouët (Morbihan)
Le Faouët (bretonisch: Ar Faoued) ist eine französische Gemeinde mit 2.816 Einwohnern (Stand 1. Januar 2022) im Département Morbihan in der Region Bretagne. Le Faouët gehört zum Arrondissement Pontivy.

## Lage
Le Faouët liegt im äußersten Nordwesten des Departements Morbihan, in der Landschaft Cornouaille, auf einem Höhenrücken über den 100 m tiefer liegenden Tälern der Flüsse Ellé und Inam, die sich im Süden des Gemeindegebiets vereinigen. Im nordöstlichen Gemeindegebiet mündet der Langonnet in den Ellé. An der westlichen Gemeindegrenze verläuft der Moulin du Duc und mündet in den Inam.
Nachbargemeinden sind Meslan, Priziac, Langonnet, Le Saint, Guiscriff und Lanvénégen. Wichtigster Ortsteil neben dem Hauptort Le Faouët ist das Dorf Saint-Fiacre, in dem sich eine sehenswerte gotische Kirche befindet.
Durch das Gemeindegebiet führt die D 769, eine Schnellstraße, die Lorient mit Roscoff verbindet.

## Geschichte
Die Gemeinde gehört historisch zur bretonischen Region Kernev (frz. Cornouaille) und innerhalb dieser Region zum Gebiet Aven (frz. ebenso) und teilt dessen Geschichte. Seit 1793 ist Le Faouët Hauptort des gleichnamigen Kantons.

## Bevölkerungsstruktur

### Bevölkerungsentwicklung
| Jahr      | 1962 | 1968 | 1975 | 1982 | 1990 | 1999 | 2007 | 2019 |
| --------- | ---- | ---- | ---- | ---- | ---- | ---- | ---- | ---- |
| Einwohner | 3057 | 3048 | 3149 | 3177 | 2869 | 2808 | 2901 | 2793 |

### Altersstruktur (2007)
| Altersklasse                          | 19 Jahre oder jünger | 20–64 Jahre | 65 Jahre oder älter |
| ------------------------------------- | -------------------- | ----------- | ------------------- |
| Anteil der Einwohner pro Altersklasse | 19,4 %               | 49,6 %      | 31,0 %              |

(Quelle: INSEE)

## Sehenswürdigkeiten

### Markthalle
Im Ortszentrum von Le Faouët steht die imposante, aus Holz erbaute Markthalle mit einer sehenswerten Dachkonstruktion. Ende des 15. / Anfang des 16. Jahrhunderts erbaut, ist die Markthalle heute immer noch in Nutzung.

### Kapelle Sainte-Barbe
Nördlich des Ortes befindet sich auf einem Bergrücken die spätgotische Kapelle Sainte-Barbe, die zwischen 1489 und 1512 erbaut wurde. Zur Kapelle, die sich knapp unterhalb des Gipfelplateaus befindet, führt eine sehenswerte Renaissancetreppe hinab.

### Kapelle Saint-Fiacre
Im Ortsteil Saint-Fiacre befindet sich die gleichnamige, 1480 erbaute Kapelle Saint-Fiacre. Sehenswert ist der farbige, reich mit Schnitzereien geschmückte Holzlettner. Der Erschaffer des Lettners, Olivier Le Loergan, wurde für dieses Werk in den Adelsstand erhoben. Siehe auch das Fenster Heilige Sippe, Wurzel-Jesse-Fenster (Le Faouët) u. a.

### Weitere Sehenswürdigkeiten
- Kirche Notre-Dame-de-l'Assomption von Ende 15. Jahrhundert
- Ursulinenkloster, heute Kunstschule und Musée des Beaux Arts (Museum der Schönen Künste), aus dem Jahr 1690
- Kapelle Saint-Adrien in Lambelleguic aus dem 16. Jahrhundert
- Kapelle Saint-Fiacre aus dem 17. Jahrhundert beim Ursulinenkloster
- Kapelle Saint-Jean aus dem 15.–17. Jahrhundert (vier Kilometer nordwestlich von Le Faouët)
- Kapelle Saint-Sébastien aus den Jahren 1598–1608 im gleichnamigen Ort
- Maison de Garde, Haus aus dem 17. Jahrhundert in Saint-Barbe
- Beinhaus bei der Kapelle Saint-Barbe
- Fontaine de dévotion (Brunnen der Anbetung) aus dem Jahr 1708
- alte Wassermühlen in Barrigan, Diarnelez, Guel, Le Mur und Rerzen, Papiermühle in Le Grand-Pont
- ehemalige Herrenhäuser in Barregan, Diarnelez, Kerdudou (15. Jahrhundert) und Keryhuel

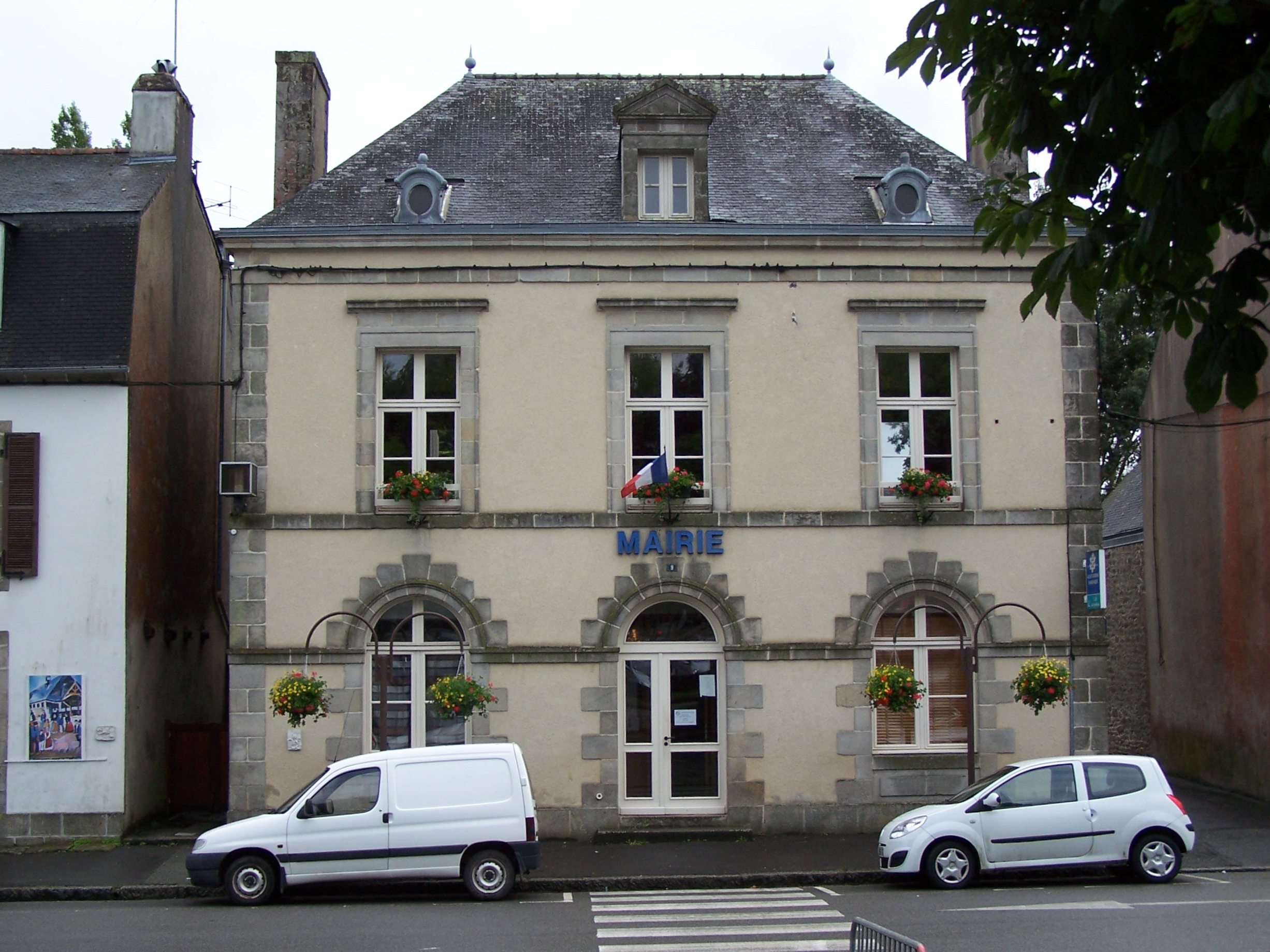
Mairie Le Faouët
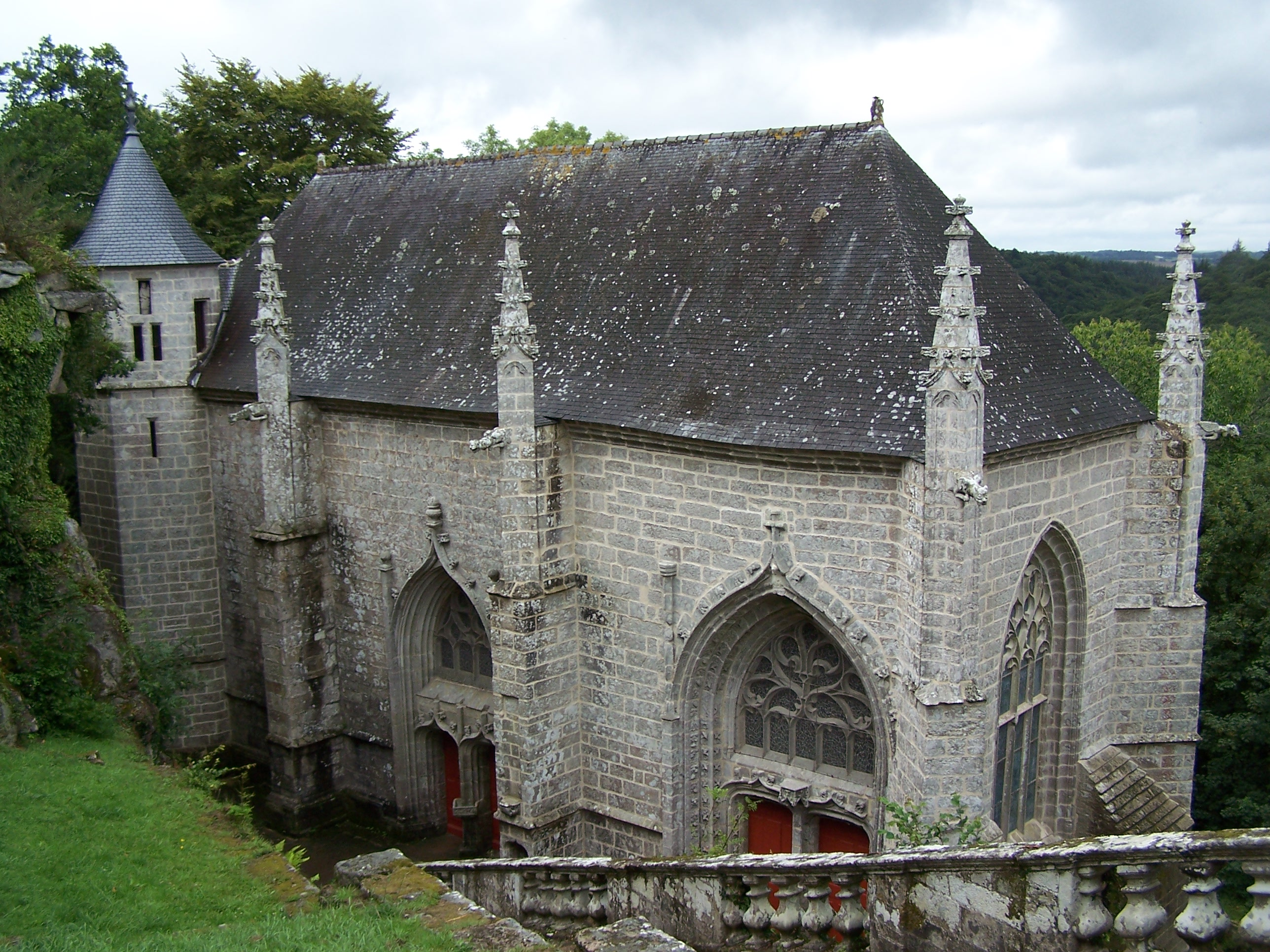
Kapelle Sainte-Barbe
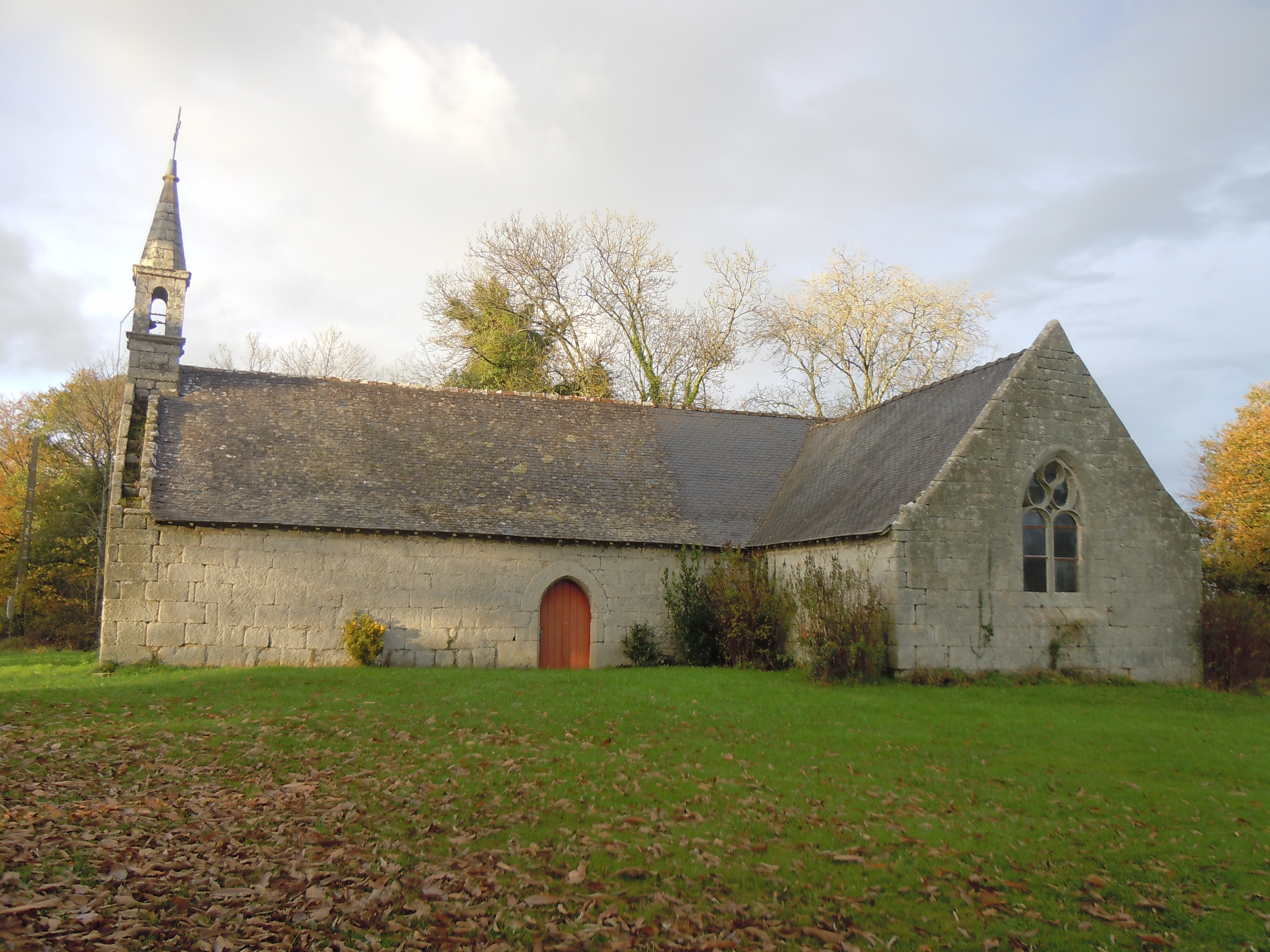
Kapelle Saint-Jean
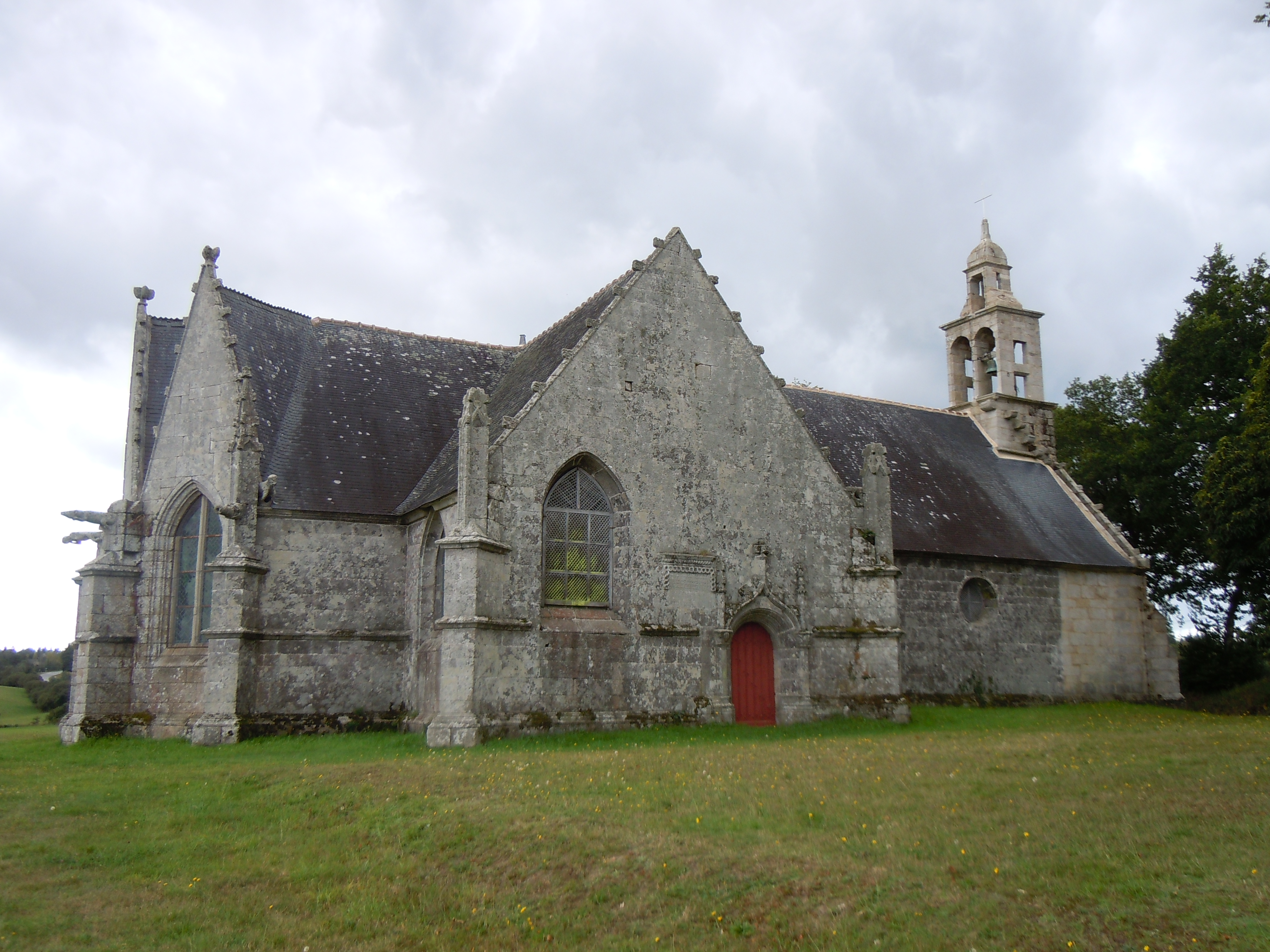
Kapelle Saint-Sébastien
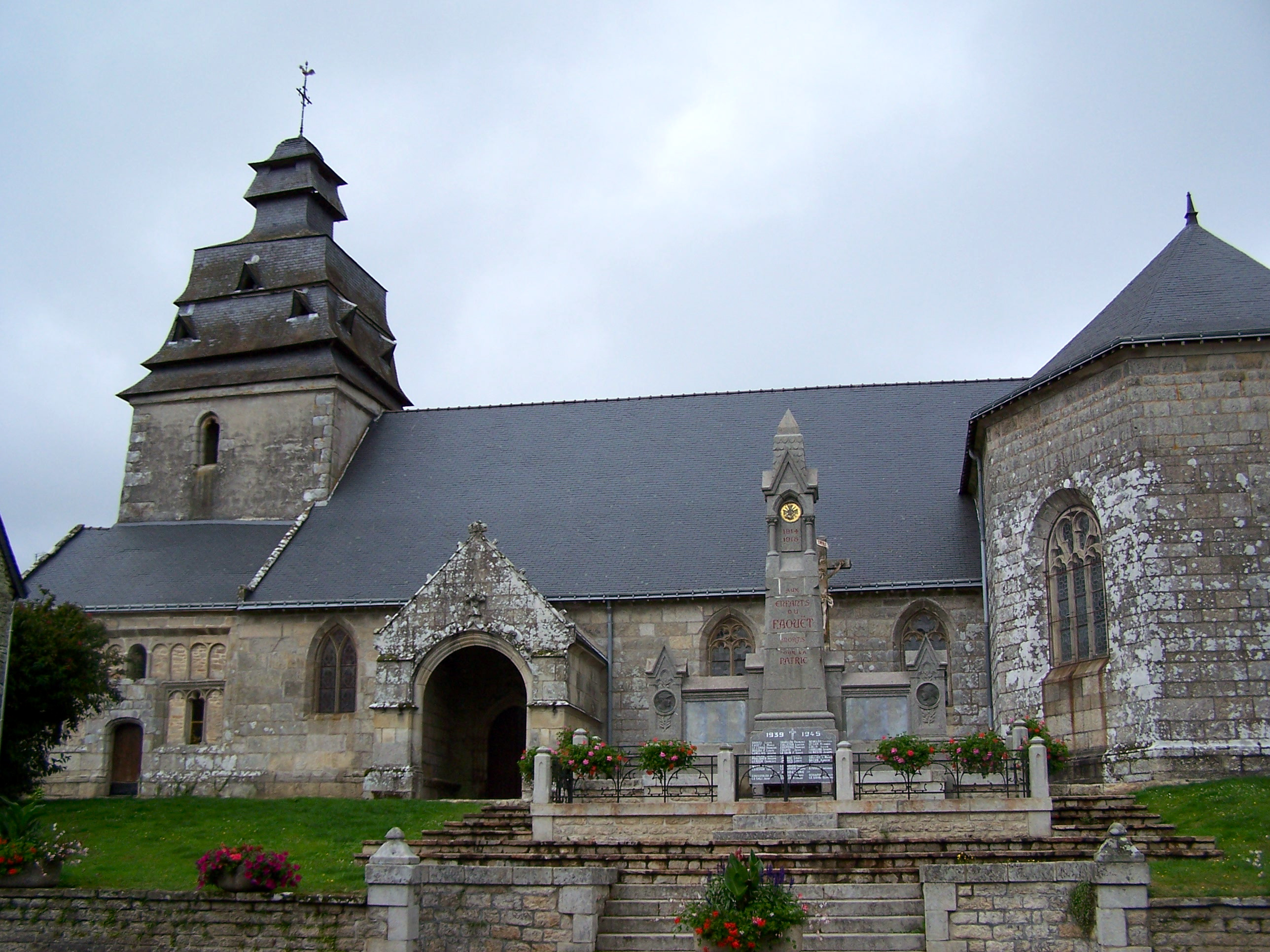
Kirche Notre-Dame-de-l'Assomption in Le Faouët
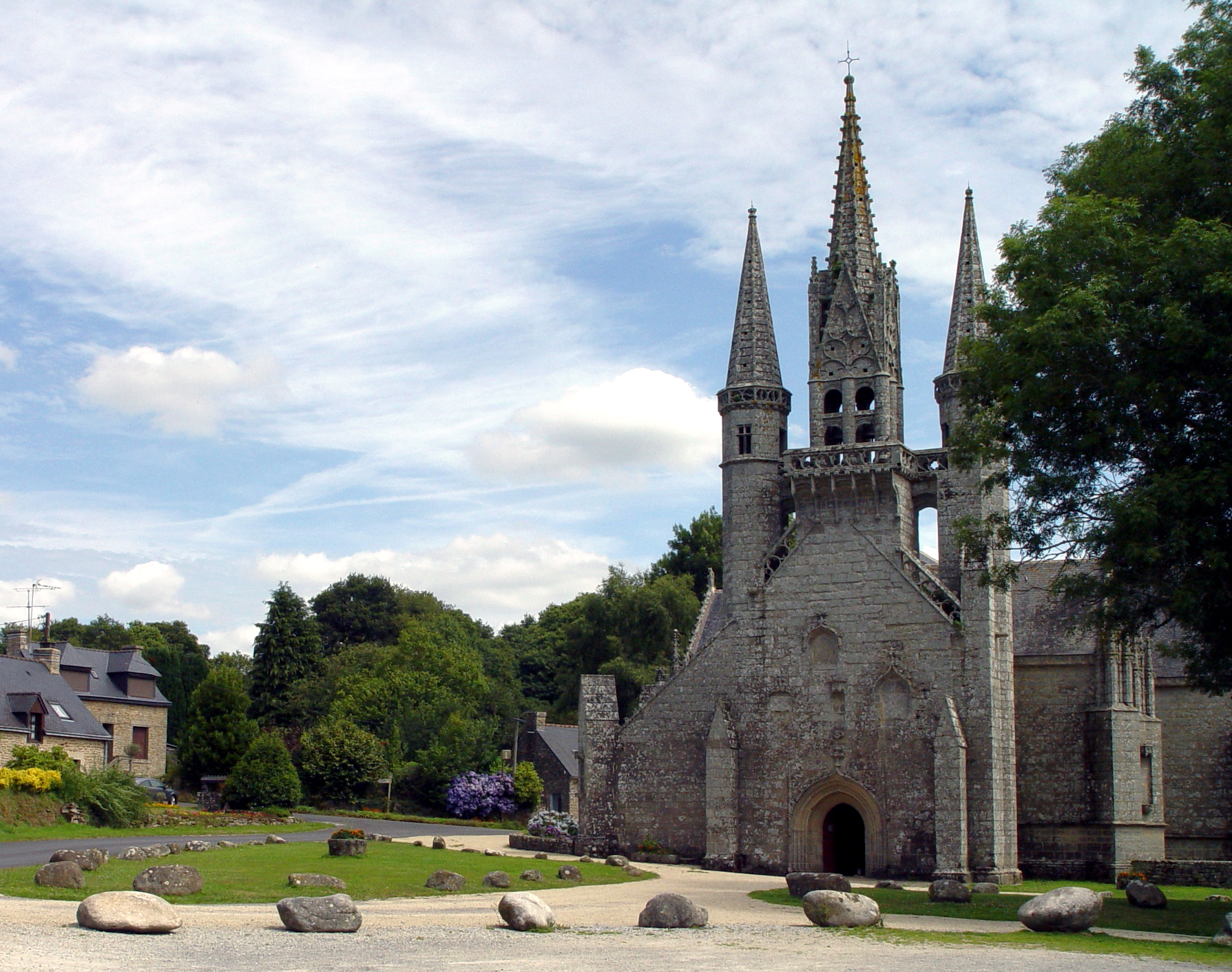
Kapelle Saint-Fiacre
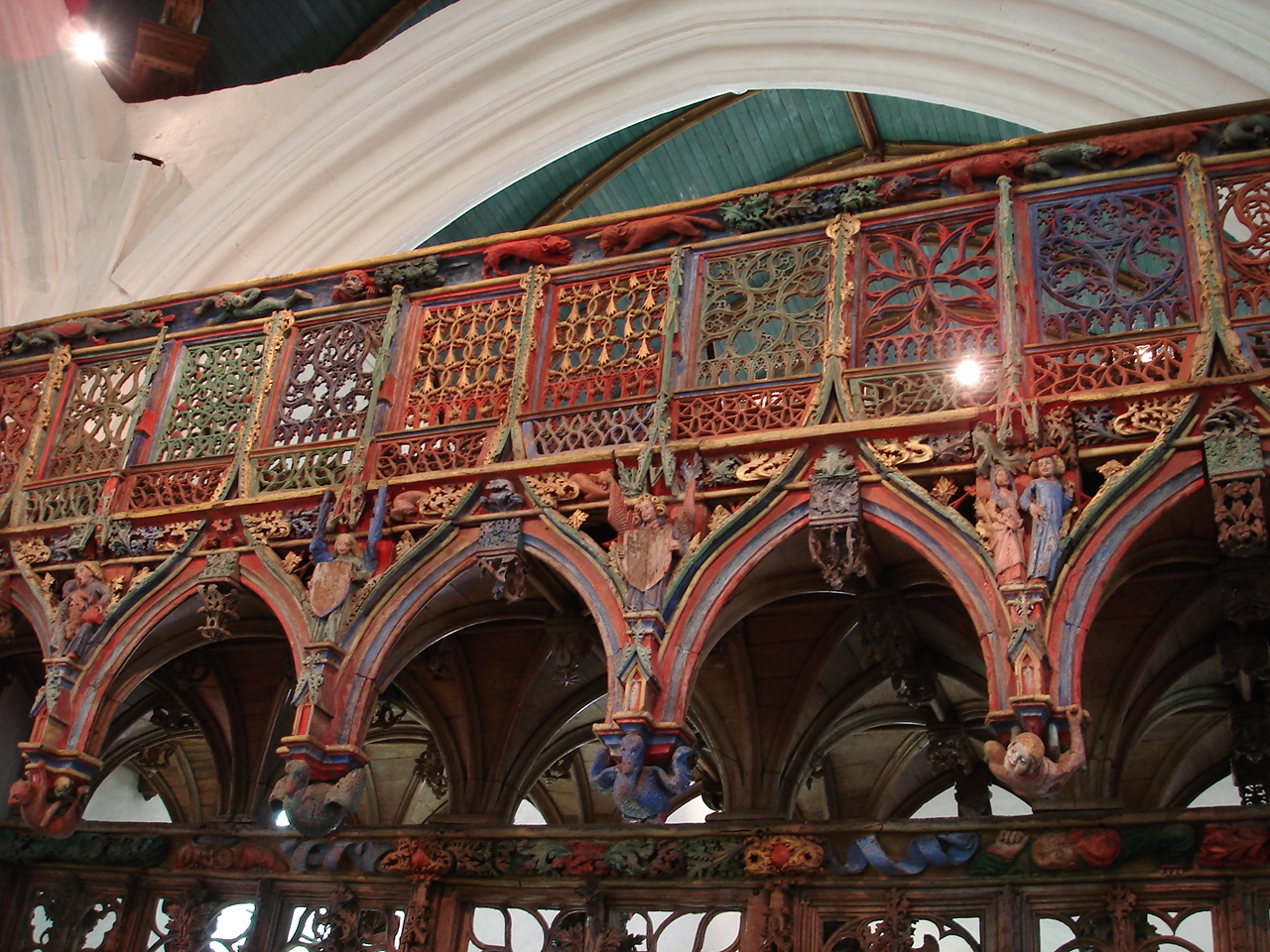
Lettner der Kapelle Saint-Fiacre

## Wirtschaft
Im Jahr 2007 arbeiteten ca. 3 % der Erwerbstätigen in der Landwirtschaft und ca. 27 % in der Industrie oder im Baugewerbe. Die restlichen 70 % der Erwerbstätigen waren im Dienstleistungsbereich tätig.
Im Jahr 2008 waren 12 % der ortsansässigen Betriebe in der Landwirtschaft tätig, sowie 16 % im Sekundärsektor. Die restlichen 72 %  der Betriebe gehörten zum Dienstleistungssektor. (Quelle: INSEE)